# General Güemes (departamento do Chaco)
General Güemes é um departamento da Argentina, noroeste da Província do Chaco. 
O departamento possui uma superfície de 25.487 km² e uma população de 62.227.: "Censo INDEC,2001".